# Stazione di Levanto
La stazione di Levanto è una stazione ferroviaria posta sulla linea Genova-Pisa, a servizio dell'omonimo comune, in provincia della Spezia.

## Storia
La prima stazione di Levanto, che sorgeva più a mare rispetto all'esistente, fu inaugurata il 24 ottobre 1874, contestualmente alla tratta ferroviaria Sestri Levante-La Spezia. Il fabbricato viaggiatori originario, distrutto durante la seconda guerra mondiale, venne sostituito da un edificio in stile moderno al termine del conflitto, inaugurato nel 1949.
In occasione dei lavori di raddoppio della linea la nuova stazione venne edificata a monte dell'abitato a circa 750 m di distanza dalla precedente. La lunghezza complessiva del piazzale risultava di 1.040 m, parte dei quali ricavati all'interno delle gallerie Rossola e Nuova Mesco. Oltre al fabbricato viaggiatori, costruito su progetto dell'architetto Roberto Narducci ed edificato lato mare, vennero eretti alcuni edifici di servizio e una sottostazione elettrica di alimentazione. Il nuovo impianto fu attivato il 23 gennaio 1970, mentre l'intero tronco Framura-Monterosso fu inaugurato il 18 settembre 1970.
Nei mesi di giugno e luglio 2011 la stazione fu servita anche dai "Treni del Mare" gestiti dall'impresa privata Arenaways, fallita di lì a poco.

## Strutture e impianti

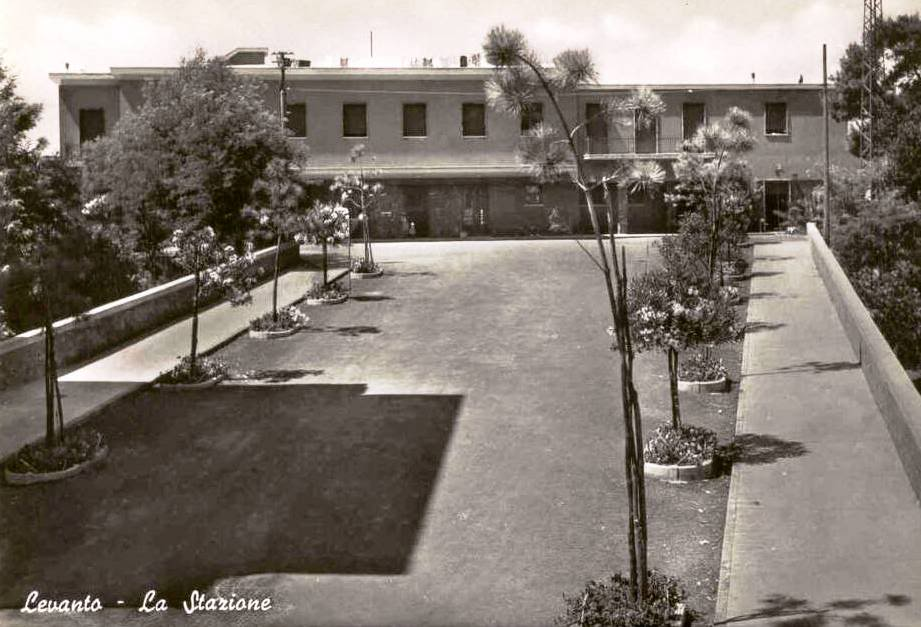
La vecchia stazione, con il fabbricato viaggiatori completato nel 1949

La stazione conta 5 binari: 3 sono dotati di banchina per servizio viaggiatori (il primo e il secondo sono di corsa, il terzo è utilizzato per effettuare precedenze), i restanti 2 sono impiegati generalmente come binari di ricovero dei rotabili per la manutenzione lungo la linea.

## Servizi
La stazione, che RFI classifica come "Silver", dispone dei seguenti servizi:
- Biglietteria a sportello
- Biglietteria automatica
- Sala d'attesa
- Servizi igienici
- Ufficio informazioni turistiche
- Bar
- Negozi e Edicola
- Distributori automatici di snack e bevande
- Cabina telefonica

## Movimento
La stazione è servita dalle relazioni regionali Trenitalia svolte nell'ambito del contratto di servizio con la Regione Liguria nonché da alcuni treni InterCity della medesima impresa ferroviaria e da una coppia di Euronight svolti da ÖBB.
Da aprile a novembre la stazione è capolinea del 5 Terre Express, servizio cadenzato ogni 30' tra La Spezia e Levanto.